# Aresion
Aresion (altgriechisch Ἀρησιών) war ein Monat des antiken Kalenders von Delos.
Der Monat ist von einer auf Delos gefundenen Inschrift bekannt, auf der alle delischen Monatsnamen verzeichnet sind. Er folgte dem Monat Apaturion und stand vor dem Posideon. Im julianischen Kalender entspricht ihm ungefähr der November.
Es wurde vermutet, der Name leite sich vom Gott Ares ab, aus philologischen Gründen gilt diese Vermutung jedoch als überholt. Möglicherweise liegt dem Monat ein ansonsten nicht bezeugtes Gebetsfest Aresia, von attisch ἀρά bzw. dorisch ἀρή („Gebet“), zugrunde. Gestützt wird diese Vermutung dadurch, dass einerseits mit dem Monat Poitropios des delphischen Kalenders ein weiterer Monat bekannt ist, der auf ein Gebetsfest zurückgeführt werden kann, und andererseits, dass auch parallel gebildete Personennamen wie Aresimbrotos (Ἀρησίμβροτος) oder Aresos (Ἄρησος) aus Delos bekannt sind.